# Leptocytheridae
Famille
Les Leptocytheridae sont une famille de crustacés de la classe des ostracodes, de la sous-classe des Podocopa, de l'ordre des Podocopida, du sous-ordre des Cypridocopina et de la super-famille des Cytheroidea. Le taxon a été décrit initialement en tant que sous-famille sous le nom Leptocytherinae par T. Hanai en 1957, puis a été déplacé au niveau de la famille par le même auteur en 1961.

## Liste des genres
- Aenigmocythere Bonaduce, Masoli & Pugliese, 1976
- Amnicythere Devoto, 1965
- Bisulcocythere Ayress & Swanson, 1991
- Callistocythere Ruggieri, 1953
- Caudoleptocythere (Yassini & Jones, 1995)
- Chartocythere Buryndina, 1969
- Cluthia Neale, 1973
- Cryptocythere Mandelstam, 1958
- Gambiella Witte, 1985
- Leptocythere Sars, 1925 (type)
- Mediocytherideis Mandelstam, 1956
- Mesocythere Hartmann, 1956
- Palusleptocythere Nakao & Tsukagoshi, 2002
- Paratanella Jellinek, 1993
- Swansonella Guise, 2001